# Dochnarka
Dochnarka (ryska: Дохнарка) är ett vattendrag i Belarus.   Det ligger i voblasten Vitsebsks voblast, i den norra delen av landet, 210 km norr om huvudstaden Minsk.
I omgivningarna runt Dochnarka växer i huvudsak blandskog. Runt Dochnarka är det ganska tätbefolkat, med 72 invånare per kvadratkilometer.